# Dipoena erythropus
Dipoena erythropus är en spindelart som först beskrevs av Simon 1881.  Dipoena erythropus ingår i släktet Dipoena och familjen klotspindlar. Inga underarter finns listade i Catalogue of Life.